# Parakrithe
Parakrithe is een geslacht van kreeftachtigen uit de klasse van de Ostracoda (mosselkreeftjes).

## Soorten
- Parakrithe acuta Aiello, Barra, Abate & Bonaduce, 1993 †
- Parakrithe alta Bold, 1988
- Parakrithe ambigua Ciampo, 1980
- Parakrithe ariminensis (Ruggieri, 1967) Ciampo, 1981 †
- Parakrithe cicatricosa Ahmad, Neale & Siddiqui, 1991 †
- Parakrithe costatomarginata Monostori, 1982 †
- Parakrithe crolifa Bassiouni & Luger, 1990 †
- Parakrithe crystallina (Reuss, 1850) Carbonnel, 1969 †
- Parakrithe dactylomorpha Ruggieri, 1962 †
- Parakrithe declivis Ciampo, 1980 †
- Parakrithe dimorpha Bonaduce, Ciampo & Masoli, 1976
- Parakrithe eggeri (Chapman, 1914) Mckenzie, 1982 †
- Parakrithe elongata Bold, 1960 †
- Parakrithe erecta Aiello, Barra, Abate & Bonaduce, 1993 †
- Parakrithe inflata Rodriguez-lazaro, 1988 †
- Parakrithe japonica Zhou, 1995
- Parakrithe juliani Aiello, Barra, Abate & Bonaduce, 1993 †
- Parakrithe lamellosa Aiello, Barra, Abate & Bonaduce, 1993 †
- Parakrithe losaensis Rodriguez-Lazaro, 1988 †
- Parakrithe oertliana Aiello, Barra, Abate & Bonaduce, 1993 †
- Parakrithe ovata Bold, 1960 †
- Parakrithe pandei Khosla, 1973 †
- Parakrithe placida Mostafawi, 1992 †
- Parakrithe plana (Brady, 1868) Bold, 1958
- Parakrithe reversa Bold, 1958 †
- Parakrithe rhamphodes Bold, 1966 †
- Parakrithe robusta Bold, 1966 †
- Parakrithe rotundata Aiello, Barra, Abate & Bonaduce, 1993 †
- Parakrithe semilunaris Aiello, Barra, Abate & Bonaduce, 1993 †
- Parakrithe shihyungi Hu & Tao, 2008
- Parakrithe sicana Aiello, Barra, Abate & Bonaduce, 1993 †
- Parakrithe soustonsensis (Moyes, 1965) Mckenzie et al., 1979 †
- Parakrithe tananensis Andreu & Ettachfini, 1994 †
- Parakrithe vermunti (Bold, 1946) Bold, 1958 †
- Parakrithe waitei Bold, 1960 †